# 陈宝鎏
陈宝鎏，中华人民共和国政治人物、外交官。

## 生平
1994年，接替梁枫，担任中华人民共和国驻缅甸大使。1997年，由梁栋接任，其改任中华人民共和国驻新加坡大使。

## 家庭
已婚，妻子是外交官石秉毅。